# Florian Luderschmid

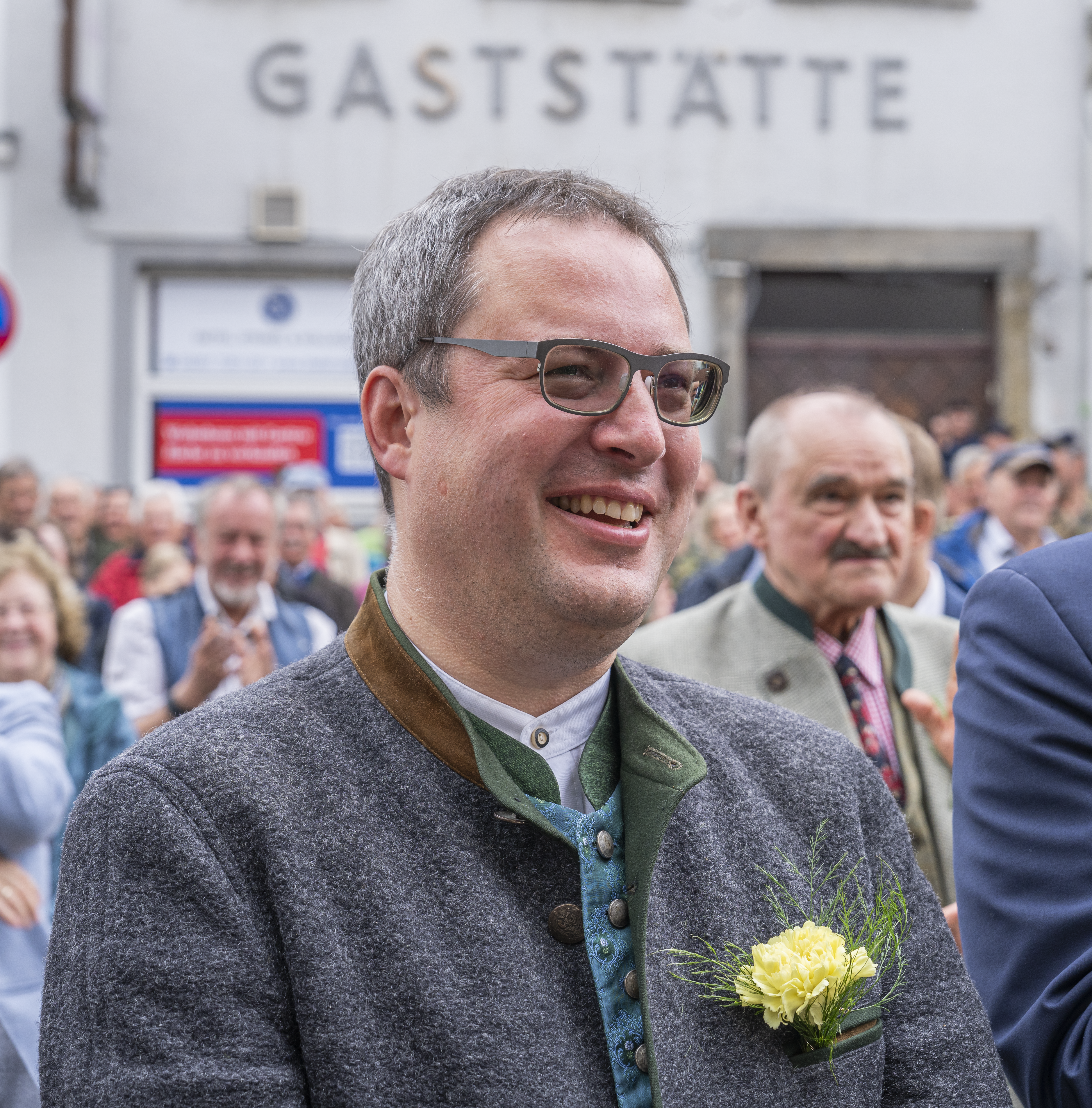
Florian Luderschmid auf dem 592. Hofer Schlappentag (2024)

Florian Luderschmid (* 25. September 1976 in Donauwörth) ist ein deutscher Verwaltungsjurist. Er ist seit 2023 Regierungspräsident von Oberfranken.

## Leben
Luderschmid studierte Rechtswissenschaften in Regensburg und legte die erste juristische Staatsprüfung 2001 sowie die zweite juristische Staatsprüfung 2007 ab.
Nach der ersten Staatsprüfung war er wissenschaftlicher Mitarbeiter am Lehrstuhl für Öffentliches Recht, insbesondere Finanz- und Steuerrecht an der Universität Regensburg. Von 2005 bis 2007 absolvierte er die Referendarausbildung im Oberlandesgerichtsbezirk Nürnberg. Er trat im Juni 2007 in den Dienst des Bayerischen Staatsministeriums des Innern, wo er zunächst Referent und ab Dezember 2008 zusätzlich stellvertretender Leiter des Sachgebietes für das Recht der öffentlichen Sicherheit und Ordnung sowie für das Pass-, Personalausweis- und Meldewesen war. Im März 2010 wechselte er in die Bayerische Staatskanzlei und war als Referent und ab September 2010 als stellvertretender Leiter des Referates für Angelegenheiten des Bayerischen Staatsministerium des Innern zuständig. Anschließend übernahm er im März 2012 die Leitung des Geschäftsbereichs „Öffentliche Sicherheit und Ordnung, Gesundheits- und Veterinärwesen“ im Landratsamt Starnberg.
Seit März 2014 war er bei der Bayerischen Staatskanzlei in der Vertretung des Freistaates Bayern beim Bund in Berlin tätig, zunächst als Referent und ab Ende März 2014 als Leiter des Sachgebiets „Angelegenheiten des Staatsministerium des Innern, für Bau und Verkehr“. Im Mai 2018 kehrte er in die Bayerische Staatskanzlei nach München zurück und übernahm im Amt eines Ministerialrates die Leitung des Referates für Angelegenheiten des Bayerischen Staatsministeriums des Innern und für Integration. Im Staatsministerium des Innern, für Sport und Integration wurde er im Dezember 2018 persönlicher Referent und Büroleiter von Staatsminister Joachim Herrmann (CSU).
Mit Wirkung vom 15. September 2021 wurde Luderschmid zum Regierungsvizepräsidenten der Oberpfalz und mit Wirkung vom 1. September 2023 zum Regierungspräsidenten von Oberfranken ernannt. Neben der Leitung der Regierung von Oberfranken hat er kraft Amtes zahlreiche weitere Funktionen inne, so z. B. den Vorsitz des Stiftungsrates der Oberfrankenstiftung, den Vorsitz im Stiftungsvorstand der Richard-Wagner-Stiftung Bayreuth sowie – zusammen mit dem oberfränkischen Bezirkstagspräsidenten Henry Schramm – den Vorsitz der Entwicklungsagentur Oberfranken Offensiv e. V.
Luderschmid interessiert sich privat für Kultur und Musik. So studierte er nebenbei Musikwissenschaft, spielt Orgel, dirigiert mehrere Chöre und singt auch selbst im Chor.